# Récamière

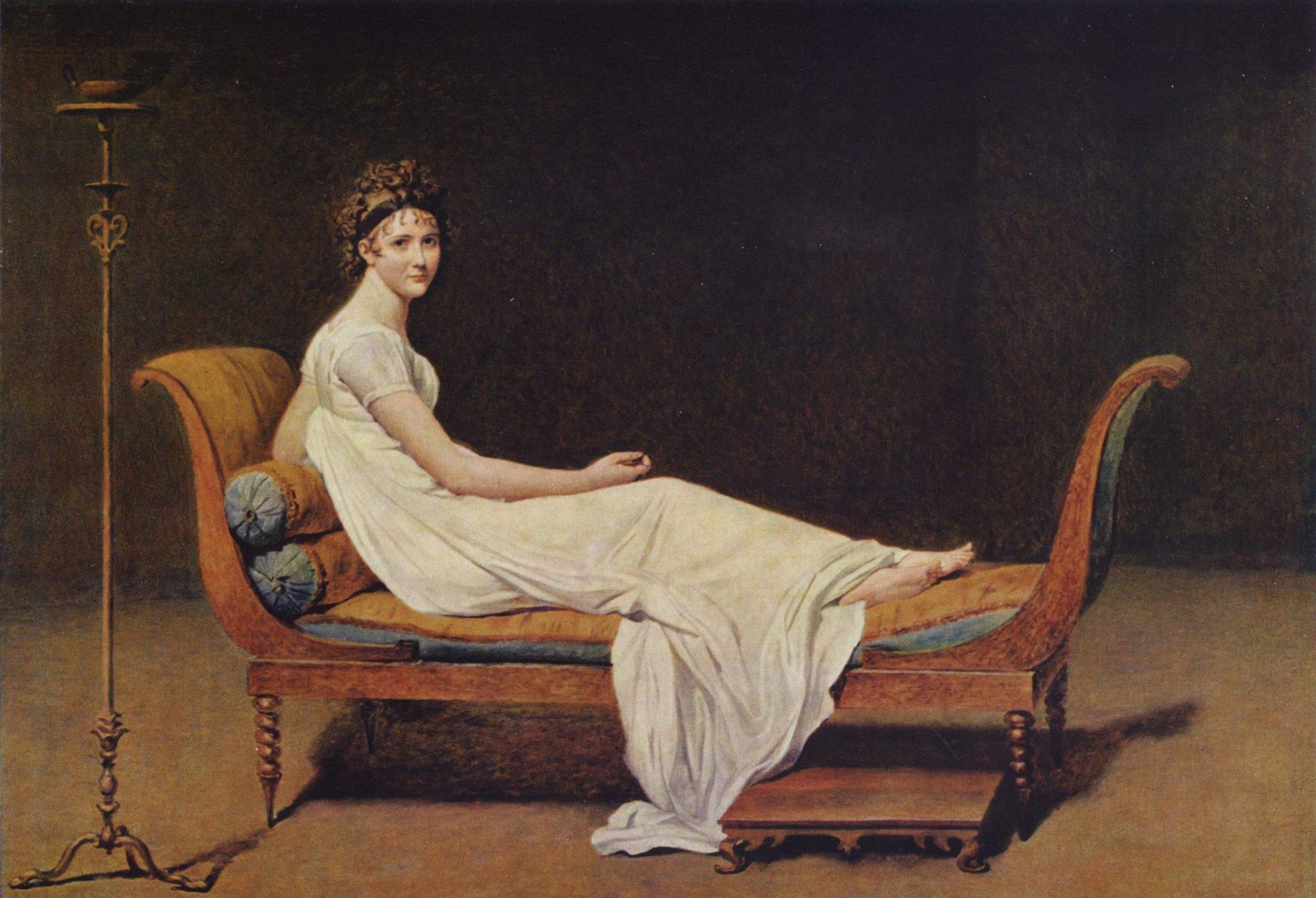
Jacques-Louis David: Julie Récamier auf einer Récamière, 1800

Eine Récamière (auch: Récamiere, Recamiere) war ursprünglich ein kombiniertes Sitz- und Liegemöbel ohne Rückenlehne, aber mit gleich hohen geschwungenen Armlehnen, das zu Beginn des 19. Jahrhunderts aus der Chaiselongue hervorging.
Die Récamière wurde nach der französischen Salonnière Julie Récamier (1777–1849) benannt, nachdem sie darauf ruhend von Jacques-Louis David gemalt worden war.
Mit diesem Begriff werden Sitzmöbel bezeichnet, die keine vollständige Rückenlehne oder vollständigen Seitenlehnen haben. So kann sie ein mit Rückenlehne versehenes Möbelstück sein, dessen Armlehnen lediglich angedeutet werden.